# Serrone
Serrone ist eine Gemeinde in der Provinz Frosinone in der italienischen Region Latium mit 2954 Einwohnern (Stand 31. Dezember 2023). Sie liegt 59 km östlich von Rom und 40 km nordwestlich von Frosinone.

## Geographie
Serrone liegt auf einem Ausläufer des Monte Scalambra in Panoramalage zwischen den Tälern des Sacco und des Aniene.
Es ist Mitglied der Comunità Montana Monti Ernici.

## Geschichte
Serrone war in vorrömischer Zeit eine befestigte Siedlung der Herniker. In der römischen Zeit war es vor allem ein landwirtschaftliches Zentrum mit Villae Rusticae. Am Ende des Römischen Reichs gab es im Bereich des Ortsteils San Quirico eine christliche Gemeinde. Im 10. Jahrhundert kam der Ort zu den Benediktinern von Subiaco.

## Bevölkerungsentwicklung
| Jahr      | 1881 | 1901 | 1921 | 1936 | 1951 | 1971 | 1991 | 2001 |
| --------- | ---- | ---- | ---- | ---- | ---- | ---- | ---- | ---- |
| Einwohner | 1760 | 2192 | 2519 | 2707 | 2808 | 2373 | 2887 | 2943 |

Quelle: ISTAT

## Politik
Maurizio Proietto (PD) wurde im Mai 2003 zum Bürgermeister gewählt und im April 2008 im Amt bestätigt. Seine linke Bürgerliste (Lista Girasole) stellt auch mit 8 von 12 Sitzen die Mehrheit im Gemeinderat. Am 25. Mai 2013 wurde Natale Nucheli zum neuen Bürgermeister gewählt.

## Söhnedes Ortes
- Eleonoro Aronne (1799–1887), Bischof von Montalto
- Giovanni Roccardi (* 1912), Marineoffizier und Filmemacher